# El Draguillo
El Draguillo es una entidad de población del municipio de Santa Cruz de Tenerife, en la isla de Tenerife —Canarias, España—, perteneciente administrativamente al distrito de Anaga.
Se trata de un pequeño caserío ubicado al noreste del macizo de Anaga, que posee muestras de arquitectura rural canaria, junto a antiguos lagares construidos en toba volcánica.
De este caserío parten caminos para la práctica del excursionismo que llevan a las poblaciones de Benijo, Chamorga o Las Palmas.

## Toponimia
Su nombre se debe a la presencia en él de ejemplares de drago Dracaena draco.

## Características
Se trata de un pequeño caserío agrícola ubicado en un ancho lomo entre los barrancos de Las Casas y de Las Quebradas, a 29,8 kilómetros del casco urbano de Santa Cruz de Tenerife y a una altitud media de 179 m s. n. m.
Ocupa una superficie de 2,54 km² que abarcan una amplia zona rural y natural, y que incluye al caserío próximo de Las Palmas. Toda su superficie forma parte del espacio protegido del parque rural de Anaga.
Su enclave es muy propicio al estar protegido por un encajonamiento natural que sirve de protección del mal tiempo, además de estar en una situación dominante y de cara al mar a una altura considerable sobre el acantilado que les servía para ver la llegada de los navíos y a la vez de una formidable protección frente a los posibles ataques piratas bastante frecuentes en el siglo xvii.
En la cumbre destaca la elevación rocosa conocida como Icoso —altitud máxima de la localidad con 764 m s. n. m.— y en la costa la Punta de los Roquetes. También tiene interés la zona conocida como El Santísimo, un extenso canchal de gran actividad.
Destaca la presencia de algunos ejemplares silvestres de drago Dracaena draco.

## Demografía
| Año        | 2000 | 2001 | 2002 | 2003 | 2004 | 2005 | 2006 | 2007 | 2008 | 2009 | 2010 | 2011 | 2012 | 2013 | 2014 | 2015 | 2016 | 2017 |
| ---------- | ---- | ---- | ---- | ---- | ---- | ---- | ---- | ---- | ---- | ---- | ---- | ---- | ---- | ---- | ---- | ---- | ---- | ---- |
| Habitantes | 13   | 13   | 11   | 8    | 8    | 8    | 8    | 7    | 7    | 6    | 7    | 6    | 6    | 6    | 6    | 6    | 4    | 4    |

## Historia

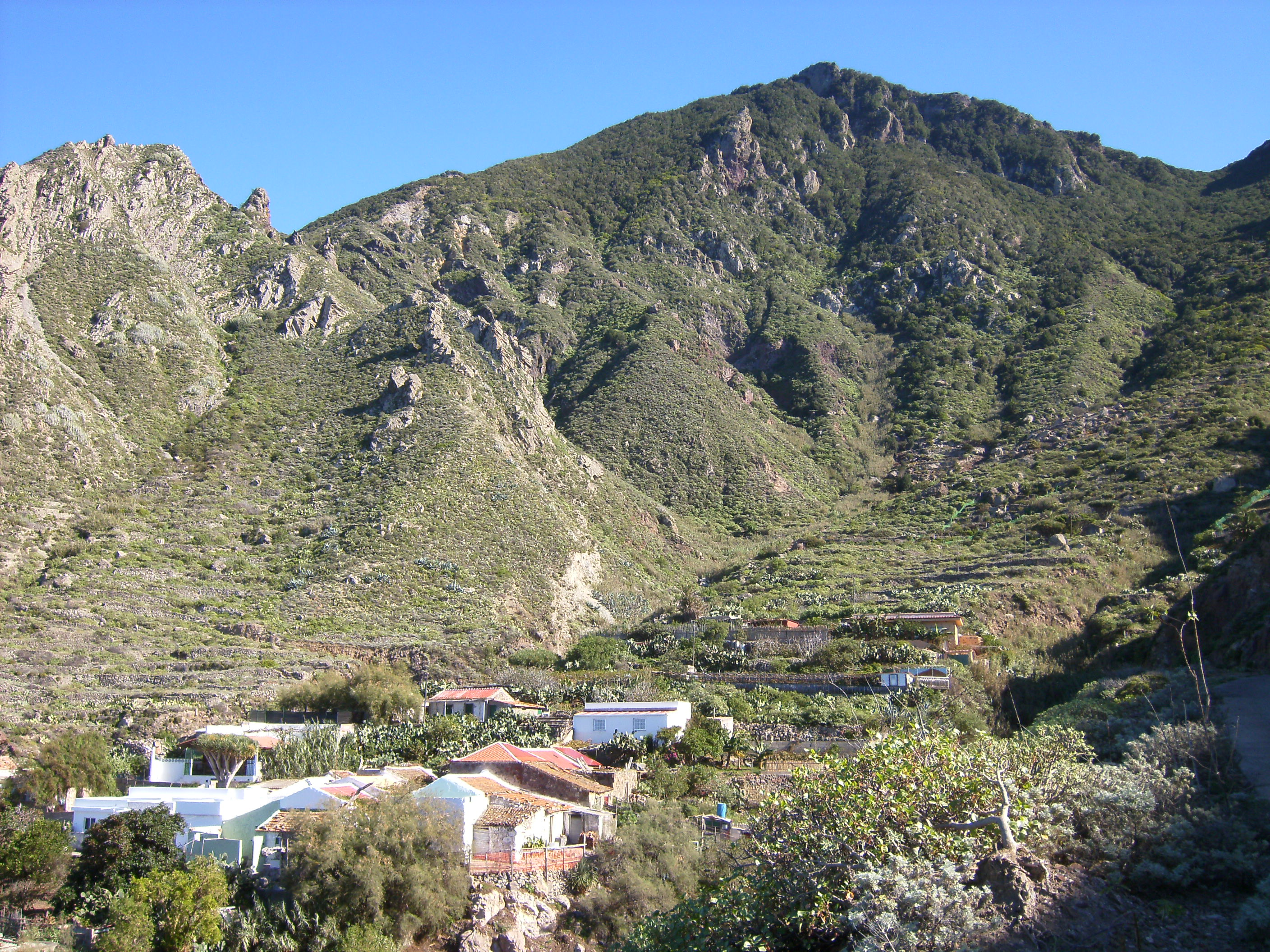
Valle de El Draguillo.

El valle del Draguillo fue habitado por los guanches, tal y como demuestran los diferentes hallazgos arqueológicos realizados en la zona. Este valle pertenecía al menceyato de Anaga.
Terminada la conquista de la isla en 1496 por los europeos, se repartieron tierras entre los conquistadores y colonos. Este valle fue concedido en 1517 a Juan Delgado de las Islas.

Juan Delgado de las Islas, vecino. Un pedazo de tierra de sequero que puede haber 6 o 7 fanegas que son adelante de Benijo, dos leguas adelante que se dice el valle del Draguillo, para que lo podáis sembrar o poner de viñas o colmenas e para una crianza de puercos con más una fontezuela de agua que está en el dicho valle. Digo que vos [do] las dichas 7 fanegas sin el agua, salvo que vos aprovechéis della, que sea realenga. 17-III-1517.
Las Datas de Tenerife (Libros I a IV de datas originales). Elías Serra Ráfols.

Este enclave, conjuntamente con el de Las Palmas, tuvo una gran actividad agrícola durante el siglo xviii, sobre todo ligada al cultivo de la viña.
Fue desde su origen un pago del lugar de Taganana, hasta que en el año 1877 ambos pasan a ser barrios de Santa Cruz de Tenerife.
La pista de El Draguillo se construyó a finales de la década de 1980.
En 1994 toda la superficie del caserío pasa a estar incluida en el parque rural de Anaga.
El 1 de febrero de 2010 el caserío fue uno de los más perjudicados por las lluvias torrenciales que afectaron a gran parte de Anaga.

## Economía
Se trata de un núcleo eminentemente agrícola, con huertas dedicadas a la viña.

## Comunicaciones
Se llega a través de la Pista de El Draguillo, que llega desde el caserío de Benijo.

### Caminos
Por el caserío pasan algunos de los caminos tradicionales de Anaga, todos ellos homologados en la Red de Senderos de Tenerife:
- Sendero PR-TF 6 Circular Chamorga - Las Palmas - El Draguillo.
  - Sendero PR-TF 6.2 Playa del Roque de Las Bodegas - El Draguillo - Almáciga.
  - Sendero PR-TF 6.3 Camino del Paso del Hediondo.

## Galería

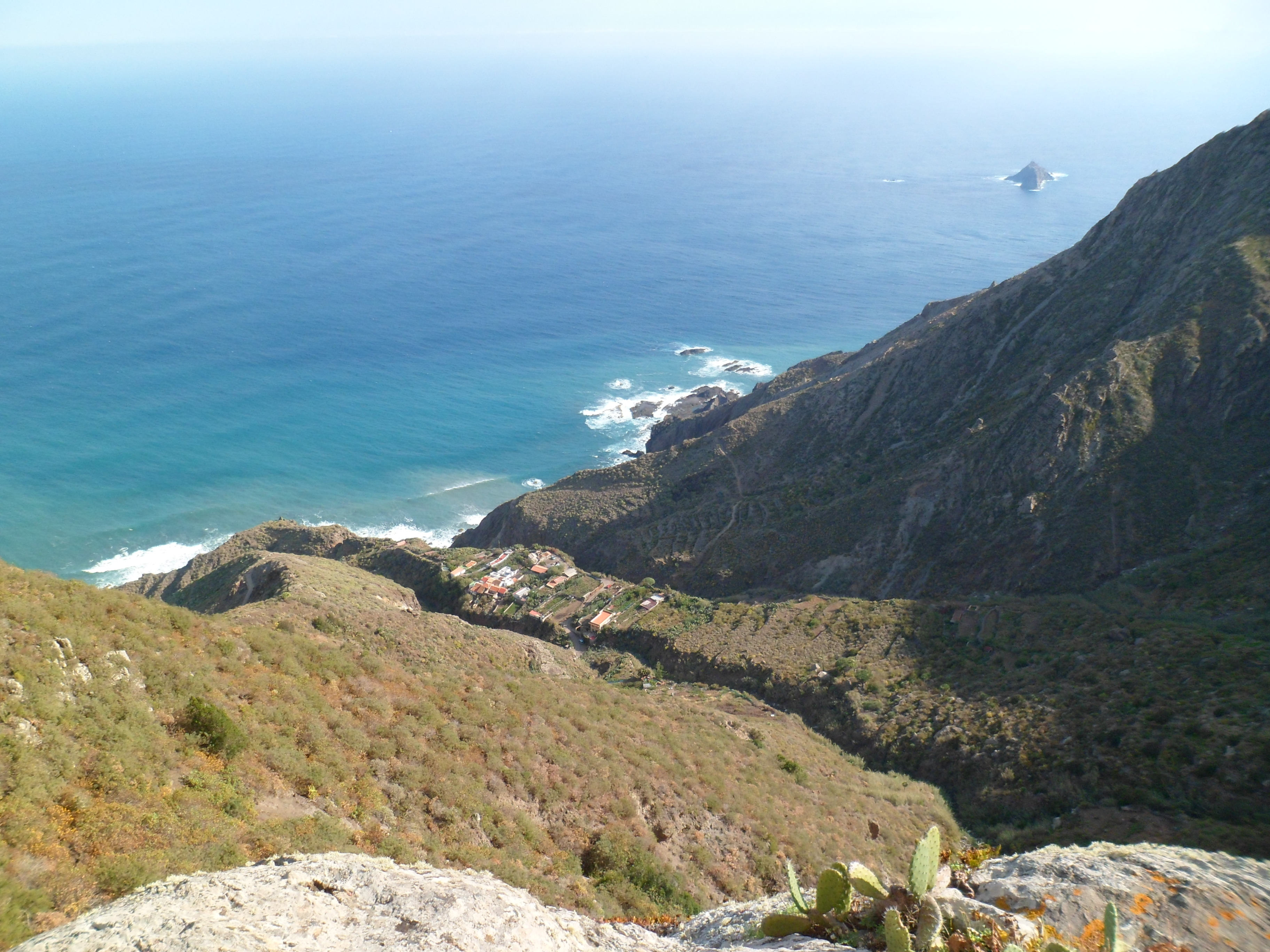
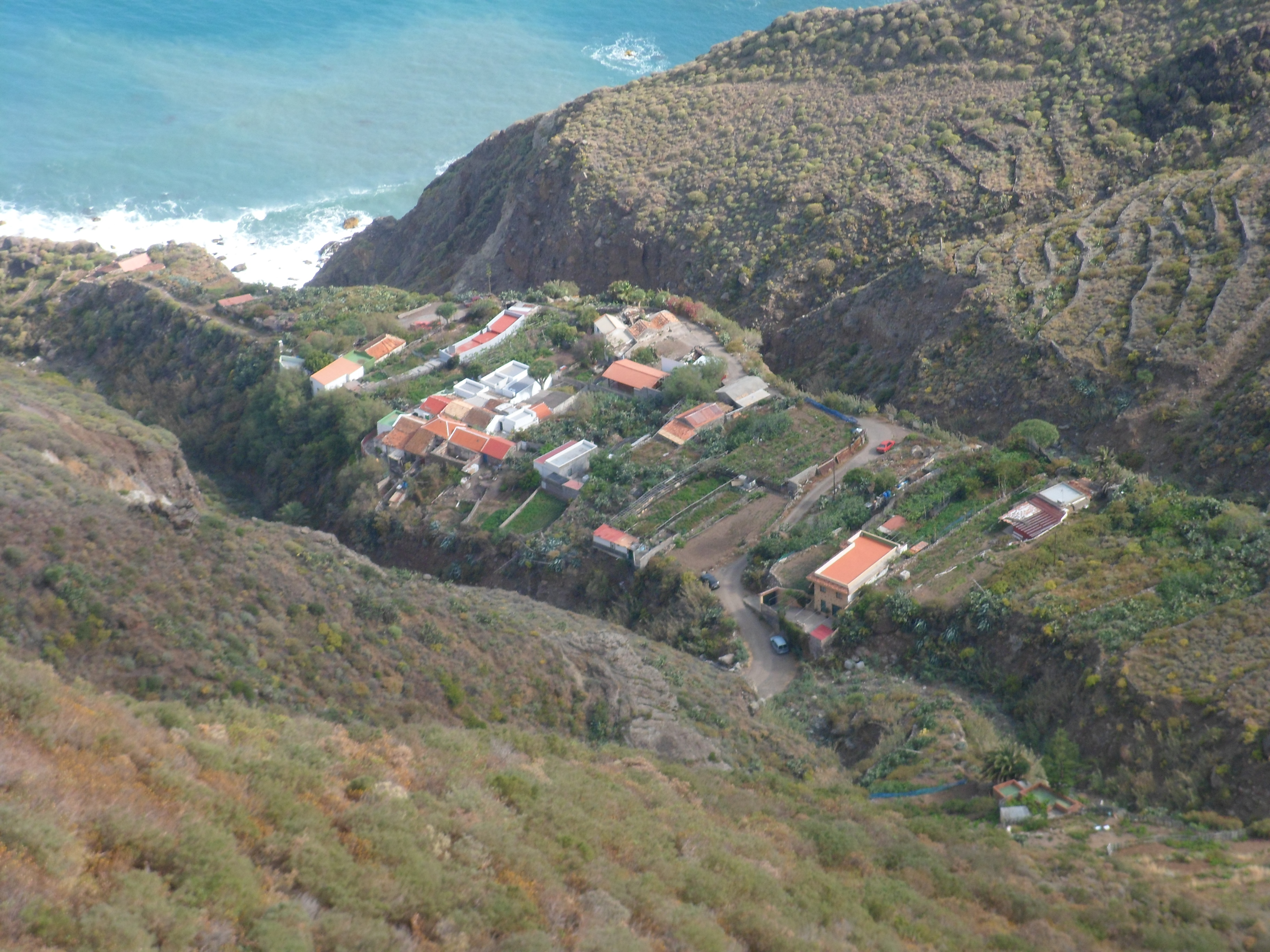
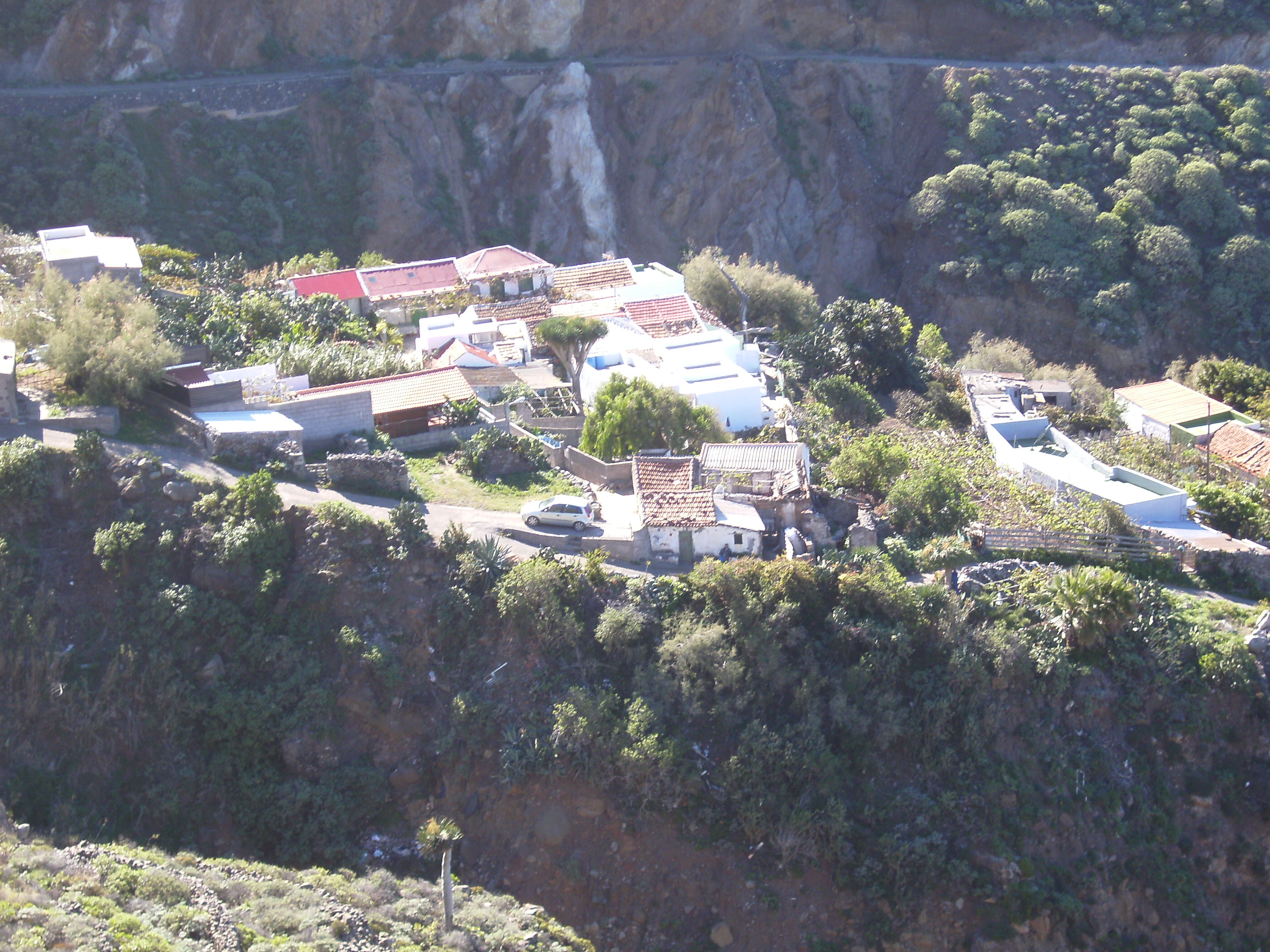
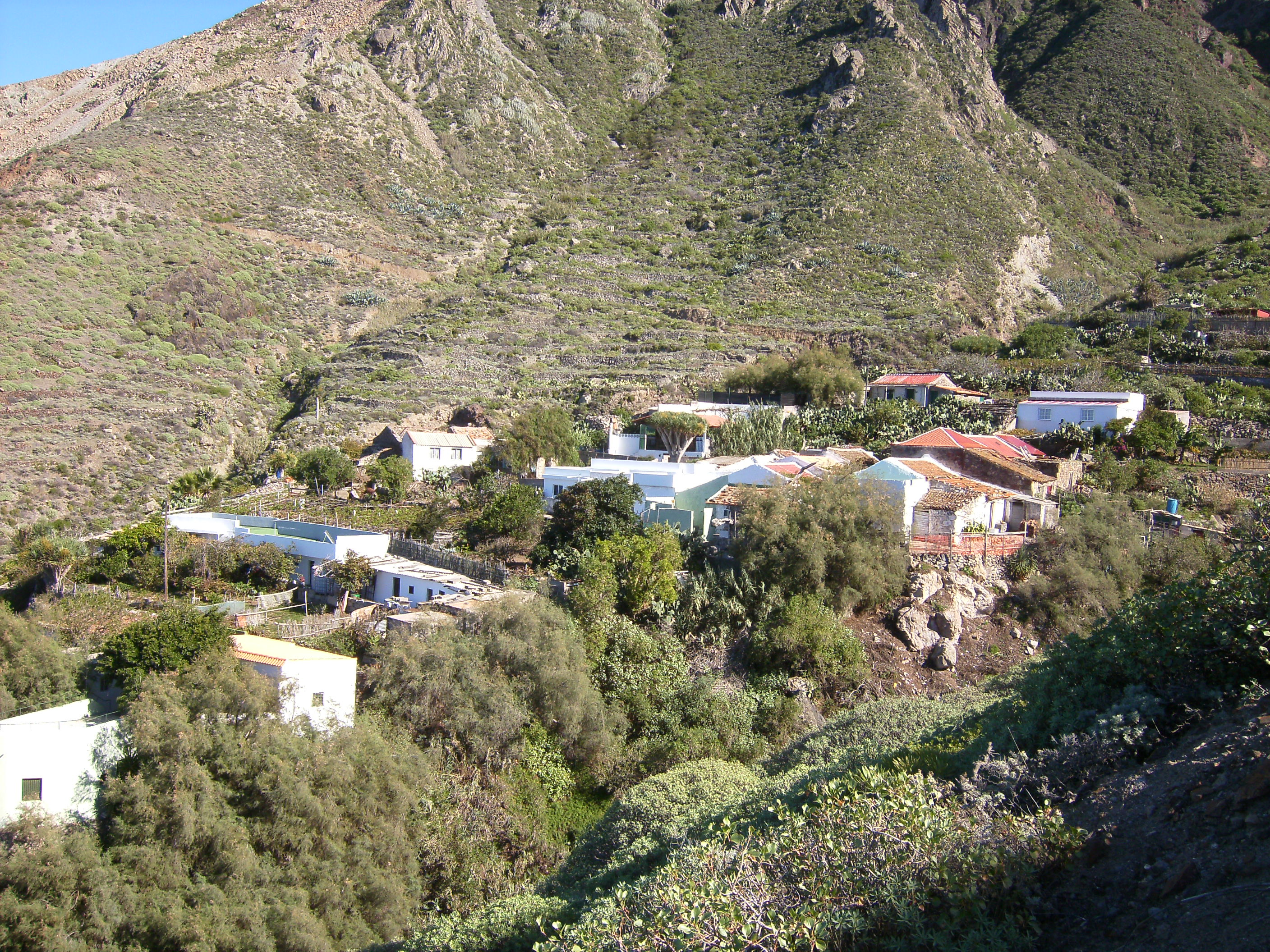
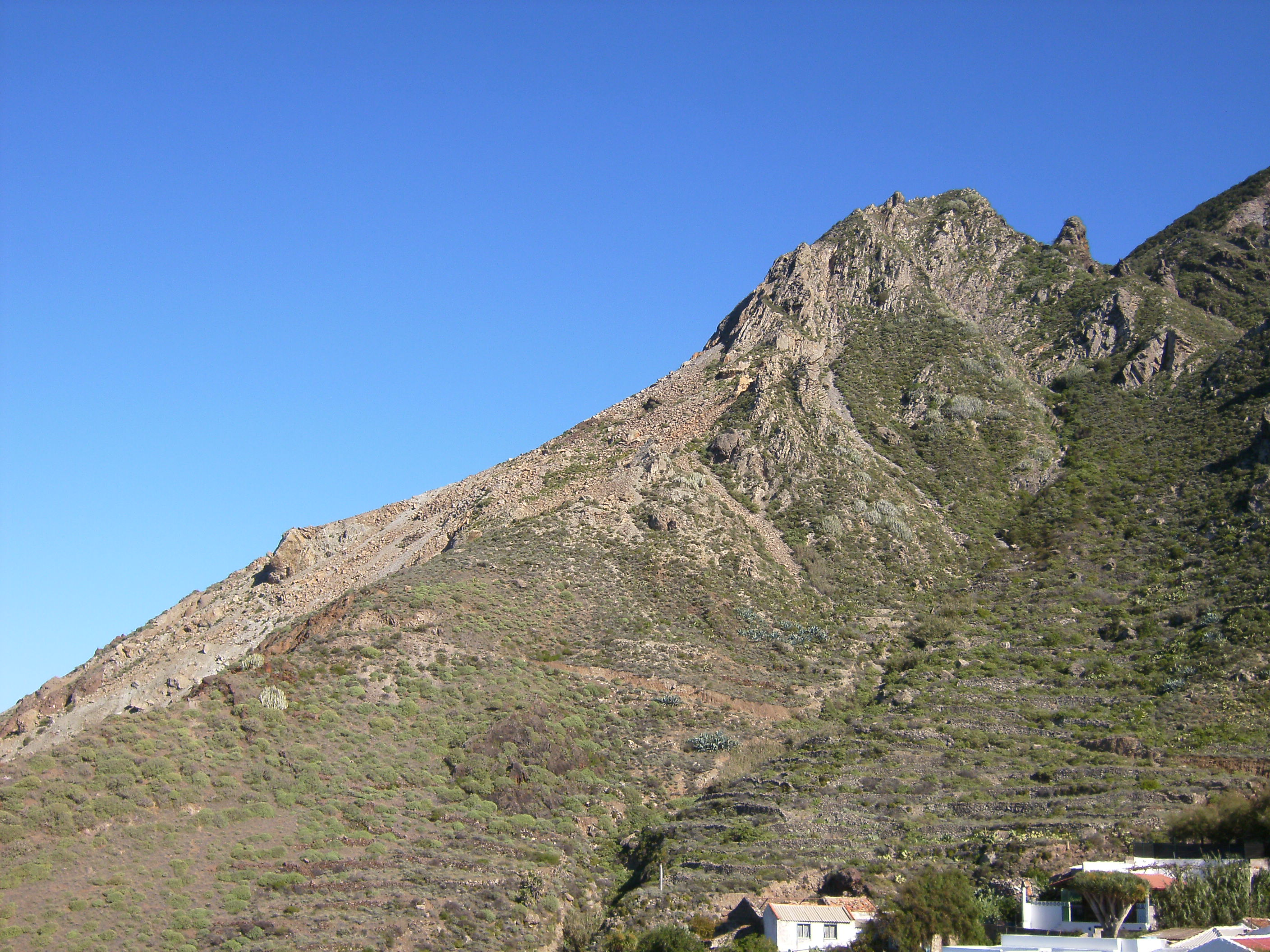
Canchal de El Santísimo bajo el Cabezo de Las Lajas.